# 李太熙
李 太熙（イ・テヒ、朝鮮語: 이태희、1911年11月8日- 1999年10月27日）は、大韓民国の検察官、弁護士。第8代検察総長。日本名は三江 達夫。

## 人物
平安南道江東郡出身。平壌高等普通学校を経て、1934年佐賀高等学校文科甲類卒業。1937年東北帝国大学法文学部法科卒業。高等文官試験司法科に合格し、1960年に許政内閣で検察総長に任命されたが、5・16軍事クーデター後、弁護士に転じた。日本名は三江達夫。